# Исповест опасног ума
Исповест опасног ума (енгл. „Confessions of a Dangerous Mind“) је амерички биографски филм из 2002. године, који је режирао Џорџ Клуни. Сем Роквел је за своју глуму добио „Сребрног медведа“ на Берлинском филмском фестивалу. Филм је прича о животу водитеља и продуцента Чака Бариса, који је тврдио да је као плаћени убица радио за Централну обавештајну агенцију

## Улоге
| Глумац         | Улога          |
| -------------- | -------------- |
| Сем Роквел     | Чак Барис      |
| Дру Баримор    | Пени Пачино    |
| Џорџ Клуни     | Џим Бирд       |
| Џулија Робертс | Патриша Вотсон |
| Рутгер Хауер   | Килер          |
| Меги Џиленхол  | Деби           |